# Polônia nos Jogos Olímpicos de Inverno de 1984
A  Polônia competiu nos Jogos Olímpicos de Inverno de 1984, em Sarajevo, na Iugoslávia.